# Służba branżowa w rolnictwie
Służba branżowa w rolnictwie – pojęcie obejmujące pracowników poradnictwa  rolniczego zatrudnionych w sektorze rolno-spożywczym, w rolniczych związkach branżowych, w jednostkach spółdzielczych i usługowych, których celem jest udzielanie pomocy fachowej producentom rolnym. Poradnictwo nakierowane jest na rolników indywidualnych, którzy dostarczają towary, produkty rolne lub surowce do zakładów przetwórczych i skupowych. Służba branżowa w rolnictwie różni się od państwowych służb doradczych tym, że jest finansowana pośrednio przez zatrudniające ich jednostki organizacyjne, natomiast służby rolne i doradcze są finansowane bezpośrednio z budżetu państwa.  
W skład służby branżowej w rolnictwie wchodziły służby poradnictwa surowcowego spółdzielni mleczarskiej, służby organizatorów obsługi rolnictwa gminnych spółdzielni „Samopomoc Chłopska”, służby surowcowo-plantacyjne zakładów przemysłu rolnego i służby rolniczych związków branżowych.

## Służba poradnictwa surowcowego spółdzielni mleczarskiej
W 1973 r. nastąpiło wznowienie działalność służby poradnictwa surowcowego spółdzielni mleczarskich, które dokonano po okresie powierzenia tych zadań zootechnikom gromadzkim. Po powołaniu gminnej służby rolnej wyłączono zadania związane z spółdzielczością mleczarską.
Wśród podstawowych obowiązków instruktorów poradnictwa surowcowego wymieniano:
- instruktaż, doradztwo i obsługę zaopatrzeniową gospodarstw producentów mleka;
- fachowy nadzór i opiekę oraz inspirowanie i ukierunkowanie działalności gminnych kół producentów bydła;
- wnioskowanie oraz podejmowanie działania mającego na celu doskonalenie systemu organizacji skupu i odbioru mleka;
- współdziałanie z gminnymi spółdzielniami „Samopomoc Chłopska” i gminnymi służbami rolnymi, oraz organizacjami działającymi na terenie gminy na rzecz intensyfikacji produkcji mleka.

Każdy instruktor miał określony obszar działania powiązany ze spółdzielnią mleczarską, w tym ustaloną liczbę dostawców mleka, punktów skupu, trasy przejazdów wozaków, sposoby działania komitetów dostawców mleka, a ponadto ewidencjonował liczbę członków i kół producentów mleka oraz wypełniał przypisane mu zadania w postaci szkoleń, pokazów, demonstracji, wycieczek, konkursów (np. Więcej mleka wysokiej jakości) i innych form zmierzających do intensyfikacji produkcji mleka.
Praca 2320 instruktorów powiązana była z 173 spółdzielniami mleczarskim funkcjonującymi w kraju. Na mocy ustawy z 1990 r. o zmianach w organizacji i działalności spółdzielczości rozwiązano Centralny Związek Spółdzielczości Mleczarskiej.

## Służby organizatorów obsługi rolnictwa gminnych spółdzielni „Samopomoc Chłopska”
Służby organizatorów obsługi rolnictwa powołano w 1963 r. w odpowiedzi na rosnącą rolę i znaczenie spółdzielczości.
Do obowiązków organizatorów rolnictwa należało:
- organizowanie kontraktacji produkcji roślinnej oraz troska o właściwe i terminowe zaopatrzenie rolników kontraktujących w środki produkcji;
- organizowanie dostaw sadzeniaków, nasion i materiału hodowlanego oraz przestrzeganie terminowego i pełnego zaspokojenie potrzeb rolników w tym zakresie;
- organizowanie i prowadzenie propagandy oraz praktycznego instruowanie rolników w zakresie korzystania z mieszanek paszowych w żywieniu zwierząt;
- organizowanie reklamy, propagandy i instruktażu dotyczących stosowania środków ochrony roślin oraz organizowanie działalności usługowej spółdzielni w dziedzinie ochrony roślin, wapnowania gleb i rozlewu płynnych nawozów.

Dominującym sposobem oddziaływania na rolników były szkolenia, pokazy, demonstracje, konkursy i informacje plakatowe.
W 1965 r. na stan 2462 związków spółdzielczych szczebla podstawowego i powiatowego (GS i PZGS) zatrudnionych było 220 instruktorów organizatorów obsługi rolnictwa.
W 1992 r. przedstawiciele gminnych spółdzielni „Samopomoc Chłopska” powołali Krajowy Związek Rewizyjny Spółdzielni „Samopomoc Chłopska”, zrzeszający 1200 gminnych spółdzielni.

## Służby surowcowo-plantacyjne zakładów przemysłu rolno-spożywczego
Służby surowcowo-plantacyjne powoływano w obszarze oddziaływania zakładów przetwórstwa rolno-spożywczego. Były odpowiedzialne za zapewnienie odpowiedniej powierzchni upraw związanych z kierunkiem przetwórstwa, pozyskanie określonego wolumenu surowców, które pozostają w odpowiednim standardzie, ilości, jakości, we właściwych terminach, wadze i innych cechach oczekiwanych przez zakłady.
Wśród podstawowych zadań służby surowcowo-plantacyjnych stawiano:
- uzyskanie odpowiednie jakości kontraktowanych i dostarczanych produktów rolnych;
- udzielanie pomocy kontrahentom w zaopatrzeniu w specjalistyczne środki produkcji;
- wdrażanie i upowszechnianie zdobyczy nauki za pośrednictwem stawianych do dyspozycji środków przekazu;
- wprowadzanie nowych technologii i nowych odmian roślin uprawnych, gatunków lub ras zwierząt gospodarskich;
- stworzenie prawidłowo zlokalizowanych baz surowcowych w postaci rejonów intensywnej produkcji;
- zakładanie poletek doświadczalno-demonstracyjnych;
- organizowanie pokazów, lustracji i odwiedzin sąsiedzkich;
- organizowanie wystaw, konkursów, wycieczek;
- przeprowadzanie szkoleń, kursów i lektoratów;
- prowadzenie propagandy wizualnej w postaci afiszy, ulotek, broszur i książek.

W 1985 r. liczba zatrudnionych instruktorów funkcjonujących w obszarze surowcowo-plantacyjnym przedstawiała się następująco:
- 373 osób w przemyśle tłuszczowym;
- 460 osób w przemyśle ziemniaczanym;
- 1278 osób w przemyśle cukrowniczym;
- 125 osób w przemyśle chłodniczym;
- 608 osób w przemyśle tytoniowym;
- 227 osób w przemyśle piwowarskim;
- 249 osób w przemyśle zielarskim;
- 770 osób w przemyśle drobiarskim;
- 4000 osób w przemyśle mięsnym;
- 350 osób w zakładach zbożowych.

W okresie po 1989 r. przedsiębiorstwa i zakłady przetwórstwa rolno-spożywczej przeszły głęboką transformację, ulegając prywatyzacji lub stając się spółdzielniami, spółkami, korporacjami, przedsiębiorstwami lub innymi podmiotami.

## Służby rolniczych związków branżowych
W 1981 r. Rada Ministrów podjęła uchwałę w sprawie zapewnienia warunków działalności dla związków i zrzeszeń oraz włączenie ich do ogólnego systemu oddziaływania na rozwój rolnictwa indywidualnego. Związki były zobowiązane do współdziałania z przedsiębiorstwami przemysłu rolno-spożywczego i lekkiego w celu kształtowania właściwych warunków produkcyjnych. Miały odgrywać ważną rolę w systemie kontraktacji produktów rolnych, uczestniczyć w niektórych pracach hodowlanych, stanowić czynnik społeczny w punktach skupu produktów rolnych.
Służby związków i zrzeszeń branżowych koncertowały swoją uwagę na następujących zadaniach:
- obrona interesów zawodowych i reprezentowanie plantatorów, hodowców, kontrahentów wobec władz państwowych, politycznych, administracyjnych i społecznych;
- obsługa i organizacja pracy sekcji, organów samorządowych oraz realizacja uchwał i decyzji władz związkowych;
- doradztwo oraz podnoszenie kwalifikacji zawodowych producentów poprzez organizowanie szkoleń specjalistycznych, kursów, pogadanek, lektoratów;
- wdrażanie i upowszechnianie nowych technologii i metod produkcji oraz postępu w poszczególnych branżach poprzez organizowanie demonstracji, pokazów, konkursów, wystaw, wycieczek;
- organizowanie różnych form kontroli społecznej w sferze obrotu produktami rolnymi;
- ustalanie potrzeb oraz dokonywanie zaopatrzenia producentów rolnych w podstawowe środki produkcji;
- ustalanie z porozumieniu z przedsiębiorstwami i zakładami kontraktującymi i skupującymi planów kontraktacji, zapotrzebowania na usługi specjalistyczne oraz harmonogramy dostaw surowców lub produktów rolnych;
- opracowanie wspólnie ze służbami surowcowo-plantacyjnymi planów rozwoju poszczególnych branż i kierunków produkcji rolniczej.

W 1981 r. zatrudnienie służby branżowej zrzeszeń i związków branżowych przedstawiało się następująco:
- 363 osób w Związku Plantatorów Roślin Okopowych;
- 55 osób w Związku Plantatorów Roślin Oleistych;
- 72 osób w Polskim Zrzeszeniu Plantatorów Roślin Włóknistych;
- 14 osób w Polskim Związku Plantatorów Wikliny;
- 10 osób w Związku Plantatorów Chmielu;
- 21 osób w Polskim Związku Zielarskim;
- 72 osób w Związku Plantatorów Tytoniu;
- 47 osób w Polskim Związku Ogrodniczym;
- 42 osób w Krajowym Zrzeszeniu Plantatorów Owoców i Warzyw;
- 41 osób w Krajowym Związku Producentów Ziemniaków;
- 358 osób w Polskim Związku Hodowców i Producentów Trzody Chlewnej;
- 347 osób w Zrzeszenie Związków Hodowców Owiec;
- 387 osób w Krajowym Związku Hodowców i Producentów Bydła;
- 52 osób w Polskim Związku Hodowców Koni;
- 122 osób w Zrzeszeniu Hodowców i Producentów Drobiu;
- 50 osób w Polskim Związku Hodowców Drobnego Inwentarza;
- 101 osób w Polskim Związku Pszczelarskim;
- 58 osób w Krajowym Związku Zrzeszeń Producentów Ryb;
- 54 osób w Krajowym Związku Drobnych Hodowców Drobiu.